# 1027
سنة 586 كانت سنة بسيطة تبدأ يوم الأحد (الرابط يظهر نموذج التقويم الكامل للسنة) من التقويم اليولياني.

## مواليد
- سفياتوسلاف ياروسلافيتش.

## وفيات
- أبو إسحاق الإسفراييني.
- غايمار الثالث أمير ساليرنو.